# 라트비아 소비에트 사회주의 공화국의 국장

라트비아 소비에트 사회주의 공화국의 국장

라트비아 소비에트 사회주의 공화국의 국장은 1940년 3월 21일에 제정되어 1990년까지 사용되었다.
국장 가운데에는 발트해 위에 떠오르는 태양이 그려져 있으며, 태양 위에는 빨간색 별과 노란색 낫과 망치가 그려져 있다.
국장 양쪽에는 밀 이삭이 장식되어 있으며, 빨간색 리본이 밀 이삭을 묶고 있다. 리본 가운데에는 "라트비아 소비에트 사회주의 공화국"("Latvijas PSR")이라는 국명이 라트비아어로 쓰여져 있다.
리본 양쪽에는 소련의 나라 표어인 "만국의 노동자여, 단결하라!"라는 문구가 쓰여져 있는데, 왼쪽에는 라트비아어("Visu zemju proletārieši, savienojieties!")로, 오른쪽에는 러시아어("Пролетарии всех стран, соединяйтесь!")로 쓰여져 있다.

## 같이 보기
- 소련의 국장
- 라트비아의 국장